# シュパンダウ区
シュパンダウ区 (シュパンダウく、Bezirk Spandau) はベルリン州の西部に位置する行政区である。区コードは05である。ハーフェル川とシュプレー川の合流点、ハーフェル川の西岸部に位置する。

## 地区
シュパンダウ区には以下の9地区が設定されている。
| 地区番号 地区・区域 | 面積      | 人口 （2020年12月31日現在） | 人口密度    | 区内地図（地区の位置） |
| --- | --------- | --------------------------- | ----------- | ---------------------- |
| 0501 シュパンダウ - アルトシュタット・シュパンダウ - ノイシュタット・シュパンダウ （オラーニエンブルガー・フォアシュタット (Oranienburger Vorstadt)） - シュトレーゾウ - コルク・シュパンダウ | 8.03 km²  | 39,653人                    | 4,938人/km² |                        |
| 0502 ハーゼルホルスト - ガルテンフェルト - ハーゼルホルスト帝国研究住宅地 - クヴァルティーア・プルヴァーミューレ | 4.73      | 16,471人                    | 3,482人/km² |                        |
| 0503 ジーメンスシュタット - ジーメンス＝ジードルング・アム・ローアダム (Siemens-Siedlung am Rohrdamm) - ジードルング・ハイマート (Siedlung Heimat) - グロースジードルング・ジーメンスシュタット （大部分は シャルロッテンブルク＝ノルトに含まれる） - ジードルング・ローアダム＝ヴェスト (Siedlung Rohrdamm-West) | 5.66 km²  | 12,740人                    | 2,251人/km² |                        |
| 0504 シュターケン - アルブレヒツホーフ - ガルテンシュタット・シュターケン - ドルフ・シュターケン - ジードルング・ノイ＝イェルーザレム - ノイ＝シュターケン - ジードルング・ハーネベルク | 10.90 km² | 46,369人                    | 4,254人/km² |                        |
| 0505 ガートウ - アルト＝ガートウ (Alt-Gatow) - ジードルング・ハービヒツヴァルト (Siedlung Habichtswald) - ホーエンガートウ (Hohengatow) | 10.10 km² | 3,469人                     | 343人/km²   |                        |
| 0506 クラードウ - アルト＝クラードウ (Alt-Kladow) - ラントシュタット・ガートウ | 14.80 km² | 16,368人                    | 1,106人/km² |                        |
| 0507 ハーケンフェルデ - ヴァッサーシュタット・シュパンダウ - ガルテンシュタット・ヴァルトジードルング・ハーケンフェルデ - ジードルング・アーレマンウーファー | 20.40 km² | 31,327人                    | 1,536人/km² |                        |
| 0508 ファルケンハーゲナー・フェルト | 6.88 km²  | 38,667人                    | 5,620人/km² |                        |
| 0509 ヴィルヘルムシュタット - ヴィルヘルムシュタット (Wilhelmstadt) - ピヒェルスドルフ - ヴァインマイスターヘーエ (Weinmeisterhöhe) | 10.40 km² | 40,463人                    | 3,891人/km² |                        |

## 歴史
シュパンダウの歴史は7世紀から8世紀にかけて、スラヴ民族であるヘーフェル族が初めて移住し、要塞を建築したことに端を発す。その後928年に東フランク王国ハインリヒ1世に占領されるが、10世紀頃には再びスラヴ民族の統治下に戻ることとなった。
1156年にはアスカーニエン家のアルブレヒト1世がシュパンダウを占拠することになった。1197年、即ち中世ベルリンのケルン地域よりも40年前にその名称がオットー2世の土地譲渡証書の中に "Spandowe" として歴史上初めて見受けられる。その後、1232年シュパンダウには都市特権が与えられた。
アスカーニエン家統治中にシュパンダウ要塞の建設が開始され、ヨアヒム2世により1559年から1594年にかけて竣工された。1558年にはガートウがシュパンダウに合併吸収された。1634年、30年戦争時シュパンダウはスウェーデン軍に四方を囲まれることとなった。
1806年、イエナ・アウエルシュタットの戦いの後、ナポレオン・ボナパルト以下フランス軍部隊がシュパンダウを1807年まで占領した。1812年、ナポレオンが再びシュパンダウを占拠し、1813年、プロイセン軍とロシア軍がシュパンダウを包囲した。
1849年革命活動へ参加した科によりゴットフリート・キンケルはシュパンダウの拘置所に拘禁されていたが、彼の友人であったカール・シュルツの手助けにより1850年11月6日の夜に脱獄した。
第一次世界大戦勃発前、シュパンダウは榴弾砲、火薬等の軍需品を製産する大規模官営工場が連なるドイツ帝国の一大軍事産業地域であった。また、ドイツ軍第5近衛歩兵旅団と第5近衛歩兵連隊の駐屯地であり兵舎が多数設置されていた。1878年、名称を "Spandow" から "Spandau" に変更した。1920年に大ベルリンに合併された。
第二次世界大戦の後、シュパンダウは西ベルリンのイギリス統治下におかれ、1876年に建築されたシュパンダウ刑務所はニュルンベルク裁判で禁固刑の判決を受けたナチス戦犯を収監した。その内の一人であったルドルフ・ヘスの死後はシュパンダウ刑務所は連合国軍によって解体されその後ショッピングモールへと変わった。
今日シュパンダウでは鉄鋼産業、化学工業、絨毯産業が盛んである。
また、イギリスのニューロマンティック音楽グループであるスパンダー・バレエ(Spandau Ballet)はその名称をシュパンダウに由来する。シュパンダウの街角で見かけた落書きが命名のきっかけ。

## 著名地区
- シュパンダウ要塞（ドイツ語版） - 16世紀に建築されたルネサンス様式の要塞（公式にはハーゼルホルストに位置する）
- 聖ニコライ教会 - 14世紀に建築された後期ゴシック様式の聖堂で、1539年11月1日選帝侯ヨアヒム2世がそこで初めてルター派の礼拝に参加した。この日は一般的にブランデンブルクにおける宗教改革の始まりであると見なされている。バロック様式の尖塔が1744年に取り付けられ、1744年カール・フリードリヒ・シンケルによって改築された。ベルリン＝ミッテにも同名の教会が存在する。
- 15世紀中期ゴシック様式の古い街並み
- シュパンダウ庁舎（ドイツ語版） - 1913年に竣工

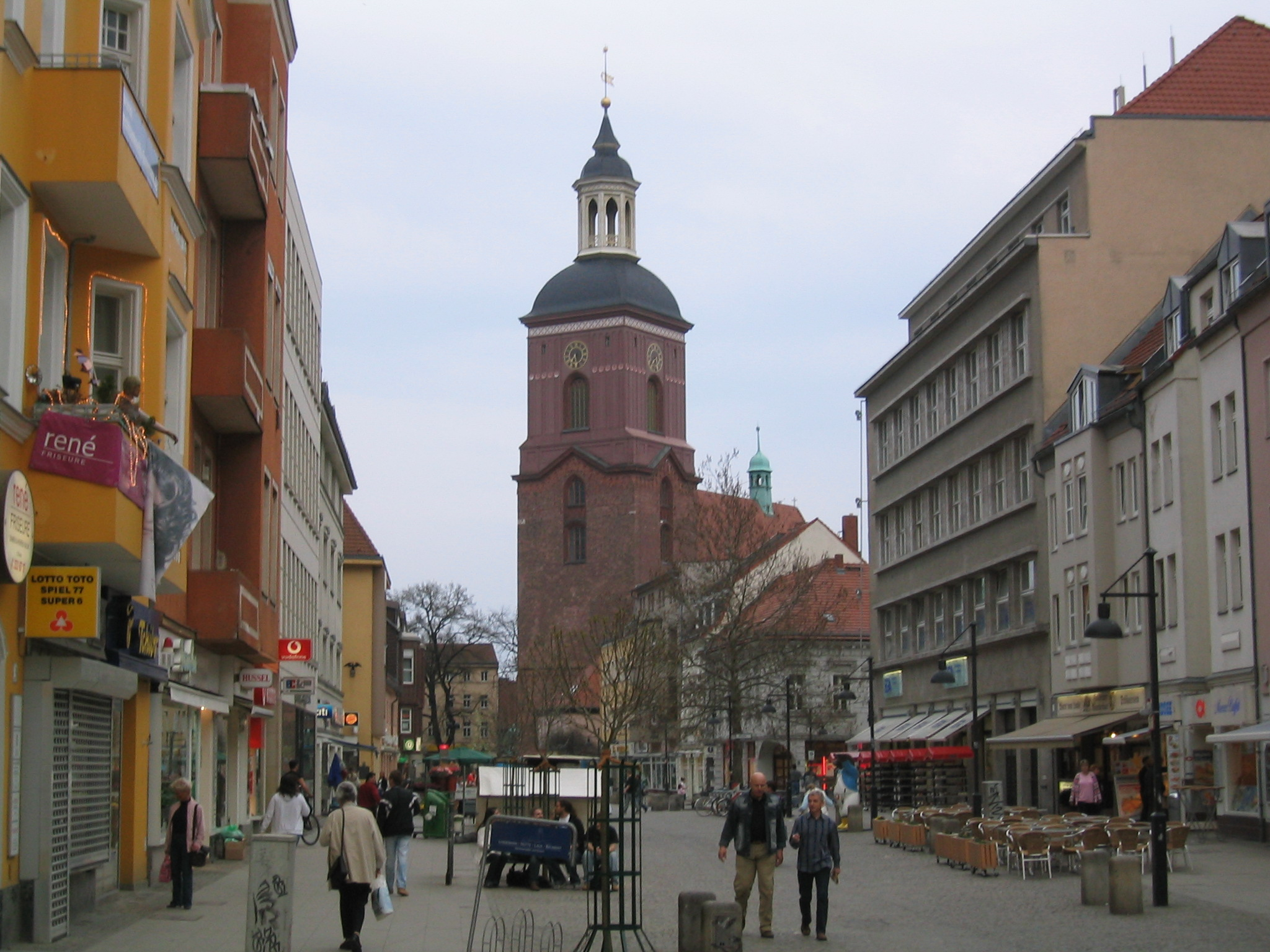
シュパンダウの古い街並みと聖ニコライ教会

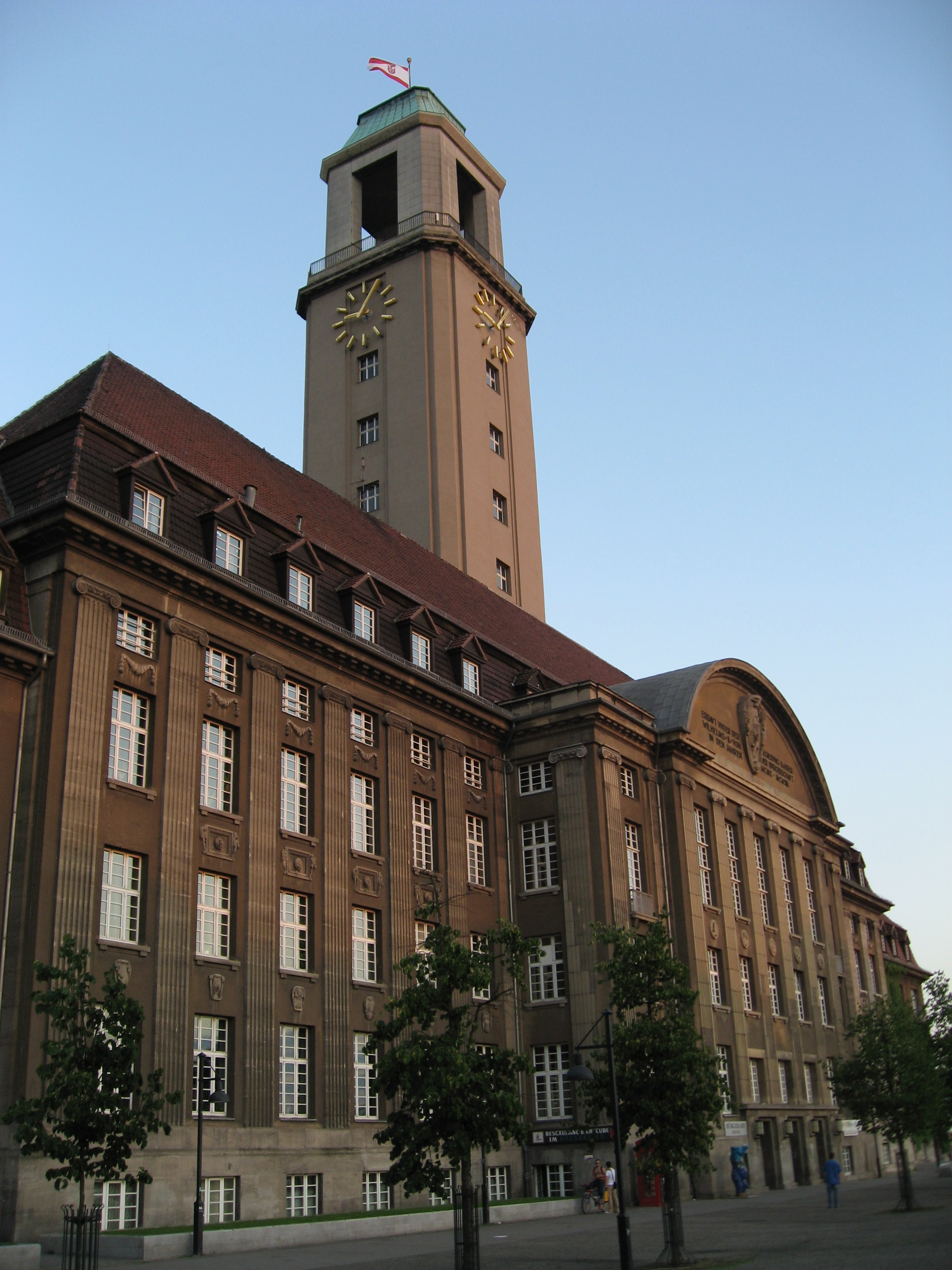
シュパンダウ庁舎

- ベルリン＝ガートウ飛行場軍事史博物館（ドイツ語版）（ドイツ空軍博物館） - 1934年に開設されたガートウ飛行場が第二次世界大戦後にイギリスによって接収され、イギリス空軍ガートウ基地として使用されていた。1994年に返還された後、ドイツ空軍の博物館となる。ドイツ帝国時代から現代までに使用されていた軍用機・対空兵器・軍装品が屋内と屋外に総合的に展示されている。またイギリス空軍ガートウ基地の展示も行われている。

## スポーツ
- ブンデスリーガのプロ水球クラブであるシュパンダウ04の本拠地がある。

## 関連著名人
- ベラ B. - 音楽家、1962年12月14日生まれ
- ロバート・ホイツァー - 元サッカー審判、1979年8月28日生まれ
- イヴァン・ラブロフ - 歌手、1931年7月31日生まれ、2008年2月27日フランクフルト・アム・マインにて逝去
- エルナ・ザック - ソプラノ歌手、1898年2月6日生まれ、1972年3月2日マインツにて逝去

## 姉妹都市
- ジーゲン（ドイツ・ノルトライン＝ヴェストファーレン州）1952年
- ルートン（イギリス）1959年
- アニエール＝シュル＝セーヌ（フランス）1959年
- アシュドッド（イスラエル）1968年
- ボカラトン（アメリカ）1980年
- イズニク（トルコ）1987年
- ナウエン（ドイツ語版）（ドイツ）1988年

## 参考資料
1. 1 2  ベルリン州における2020年12月31日時点の登録人口、資料：ベルリン＝ブランデンブルク統計局（ドイツ語版） (PDF)（ヘルプ）。

座標: 北緯52度33分 東経13度12分 / 北緯52.550度 東経13.200度